# Jan Boeckhorst

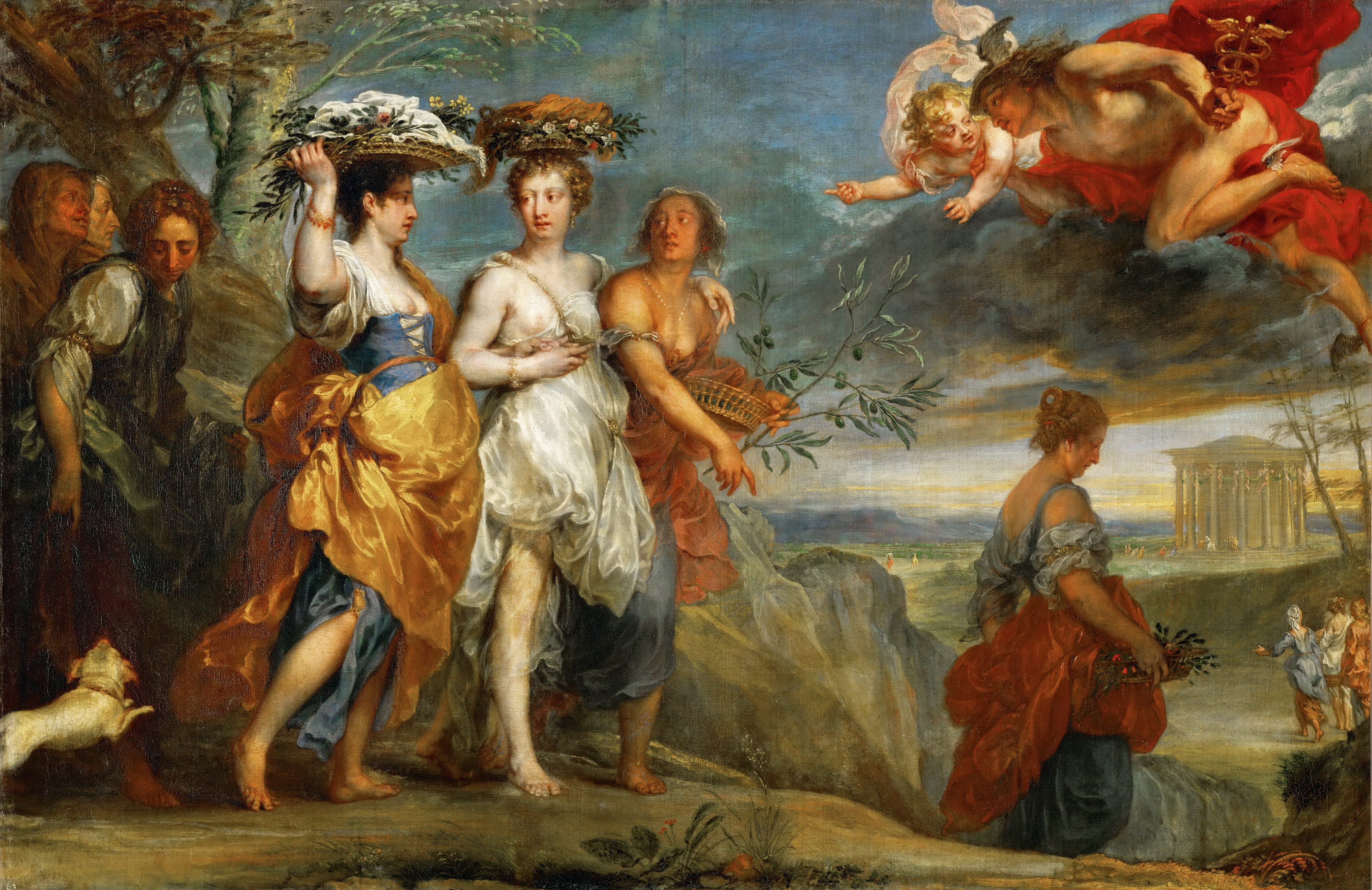
Mercurio y Herse, hacia 1655, óleo sobre lienzo, 118 × 178,5, Viena, Kunsthistorisches Museum.

Jan Boeckhorst (Münster, 1604 – Amberes, 1668) fue un pintor barroco flamenco, discípulo o colaborador de Jacob Jordaens, de Anton van Dyck y de Peter Paul Rubens.

## Biografía
Hacia 1626 abandonó su Westfalia natal para establecerse en Amberes donde, según Cornelis de Bie, entró en el taller de Jordaens y se registró en el gremio de San Lucas en el curso 1633-1634.
Colaboró con Rubens en 1635 en las decoraciones para la Pompa Introitus Ferdinandi, la «Feliz Entrada» en Amberes del cardenal-infante don Fernando de Austria, y en la serie de pinturas mitológicas pintadas por encargo de Felipe IV para la Torre de la Parada, pabellón de caza cercano a Madrid. Inmediatamente marchó a Italia, donde residió entre 1635 y 1637 y de nuevo en 1639, con objeto de visitar Roma. No hay certeza del tiempo que permaneció en Italia tras este segundo viaje, retrasando algunos la vuelta a Amberes a 1649, aunque otras fuentes indican que a la muerte de Rubens en 1640 se encargó de acabar algunas de las obras dejadas inacabadas por el maestro.

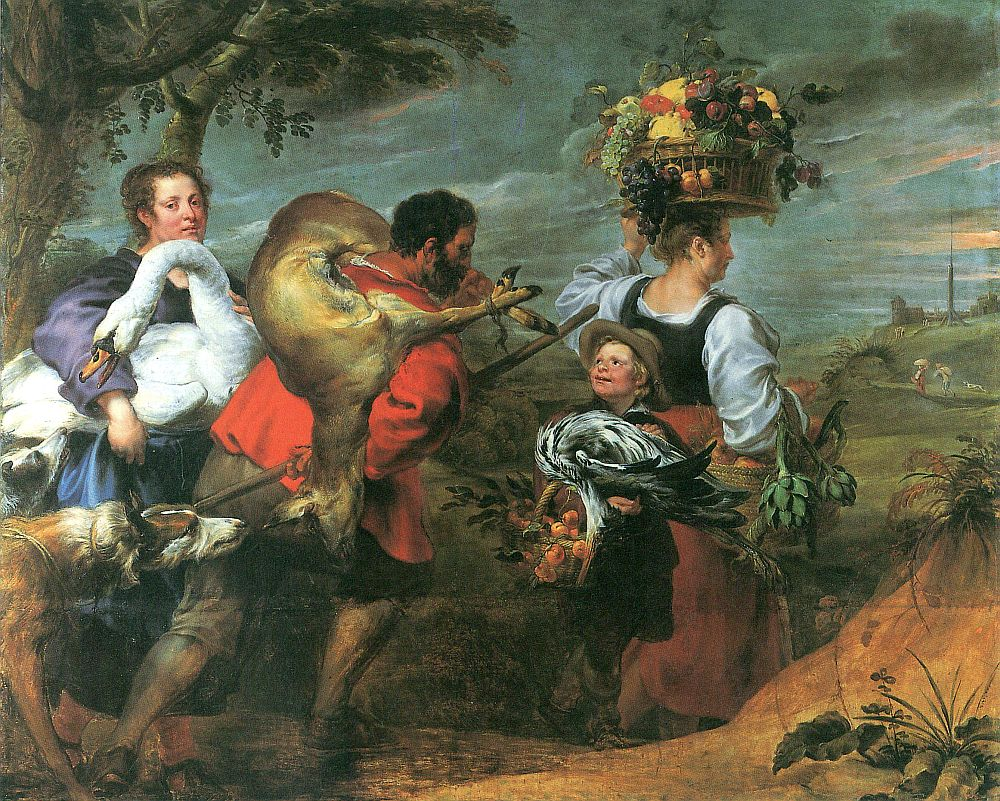
Frans Snyders y Jan Boeckhorst, Campesinos camino del mercado, óleo sobre lienzo, 217,5 × 272,5, Amberes, Rubenshuis.

Colaboró también con bodegonistas y paisajistas como Frans Snyders y Jan Wildens, a los que pintó las figuras de algunas de sus obras y, en torno a 1650, aproximó su pintura a los modelos de Van Dyck. Colores venecianos, agitada composición y expresividad gestual con algo de puesta en escena teatral, caracterizan sus obras en esta etapa final, en la que pintó retablos para iglesias de los alrededores de Amberes (Visión de David, Gante, Sint-Michielskerk), cartones para tapices, y asuntos mitológicos por encargo de los comerciantes de Amberes tratados con acusado sentido decorativo (Mercurio y Herse, Viena, Kunsthistorisches Museum; Aquiles y las hijas de Licomedes, Múnich, Bayerische Staasgemäldesammlungen).